# ボブ・マラック
ボブ・マラック（Bob Malach、1954年8月23日 - ）は、アメリカのジャズ・サクソフォーン奏者。
マラックは若い頃にいくつかのリード楽器を学び、10代の頃にスタイリスティックスやオージェイズなどフィラデルフィアのソウル・バンドで演奏するようになった。1970年代半ばにリン・ビヴィアーノやレス・エルガートのビッグ・バンドで演奏した後、1977年にニューヨークへ移り、そこでアルフォンス・ムゾーンと出会った。彼はムゾーンと共にレコーディングを行い、一緒にヨーロッパをツアーし、それがジョルジュ・グルンツ、クリス・ヒンゼ、ヨアヒム・キューン、ディディエ・ロックウッド、パレ・ミッケルボルグ、ミシェル・ペトルチアーニ、アルド・ロマーノ、ボ・スティーフ、ヤスパー・ファントフなどヨーロッパのジャズ・アーティストたちとのコラボレーションを導いた。
アメリカでは、ジャズの範疇にとどまらす、ポップス、ロック、ソウルといったジャンルのミュージシャンたちとも幅広く演奏を行った。1970年代にスタンリー・クラークと仕事をし、1980年代と1990年代にはマドンナ、ホレス・シルヴァー、ボブ・ミンツァー、ロベン・フォード、スティーヴィー・ワンダー、スティーヴ・ミラー、ジョー・ザヴィヌル、マイク・スターン、ジョージィ・フェイム、ベン・シドラン、レニ・スターン、デイヴ・ウェックルらと演奏した。

## ディスコグラフィ

### リーダー・アルバム
- Some People (1980年、MPS)
- 『ムード・スウィング』 - Mood Swing (1990年、Go Jazz)
- Dinner for Two (1990年、MA Music) ※with ヤスパー・ファントフ
- The Prague Concert (1992年、P&J Music) ※with ヤスパー・ファントフ
- 『ザ・サーチャー』 - The Searcher (1995年、Go Jazz)
- After Hours (1998年、Go Jazz)
- Conversations with Michel (2000年、Go Jazz) ※with ミシェル・ペトルチアーニ
- Pseudopodia (2008年、In+Out) ※with ヤスパー・ファントフ

### 参加アルバム
- ルイ・ベルソン : Originals (1980年、Stash)
- ジョルジュ・グルンツ : 『ファースト・プライズ』 - First Prize (1989年、Enja)
- ビル・オコネル : Latin Jazz Fantasy (2004年、Random Chance)